# Жирардув (станция)
Жирардув (пол. Radziwiłłów Mazowiecki) — железнодорожная станция в городе Жирардув, в Мазовецком воеводстве Польши. Имеет 2 платформы и 3 пути. 

## История
Станция 2 класса построена на линии Варшаво-Венской железной дороги и была открыта 9 сентября (28) августа 1845 года ,первоначально станция называлась Руда-Юковска (Руда-Гузовска).В 1889 году у станции 4 кл.
1 июля 1906 года станция была переименована в Жирардув.
В 1868 году  устроен  подъездной путь к складу угля сахарного завода "Германов", длиной 0,217 вёрст.
В 1871 году от станции был проложен подъездной путь к прядильному заводу "Жирардов",длиной 1,488 версты по правой стороне главного пути.
В 1872 году пп к  складу угля сахарного завода "Гузов" Ф.Собанского, длиной 0,96 вёрст.
В 1880 году пп к прядильному заводу "Жирардов",длиной 0,473 версты по левой стороне главного пути.
Капитальный ремонт вокзала был проведен в 2005—2007 годах.